# Nedenes
Nedenes is een klein dorp in de gemeente Arendal in de fylke Agder in het zuiden van Noorwegen. Het dorp, nauwelijks meer dan een gehucht, was in het verleden zetel van een tingrett. De provincie Aust-Agder ontstond in 1918 en kwam vrijwel overeen met het Nedenes Amt dat werd gesticht in 1662. In het dorp staat een kerk, de Engene kirke,  die hier in 1882 opnieuw werd opgetrokken. De kerk was eerder gebouwd in 1849 in Grimstad, maar was voor die stad snel te klein. Het werd daar afgebroken en in Nedenes opnieuw opgebouwd.